# بوران (ترکیب شیمیایی)
تری‌هیدریدوبور ، همچنین به عنوان بوران یا بورین نیز شناخته می شود، یک مولکول ناپایدار و بسیار واکنش پذیر با فرمول شیمیایی BH
3 است. گونه مولکولی BH3 یک اسید لوئیس بسیار قوی است. 